# 251
251 је била проста година.

## Догађаји
- Википедија:Непознат датум — Битка код Абрита

## Смрти
- Википедија:Непознат датум — Свети мученик Исидор - хришћански светитељ.
- Википедија:Непознат датум — Свети мученик Конон Баштован - хришћански светитељ.